# Jacqueline Crevoisier

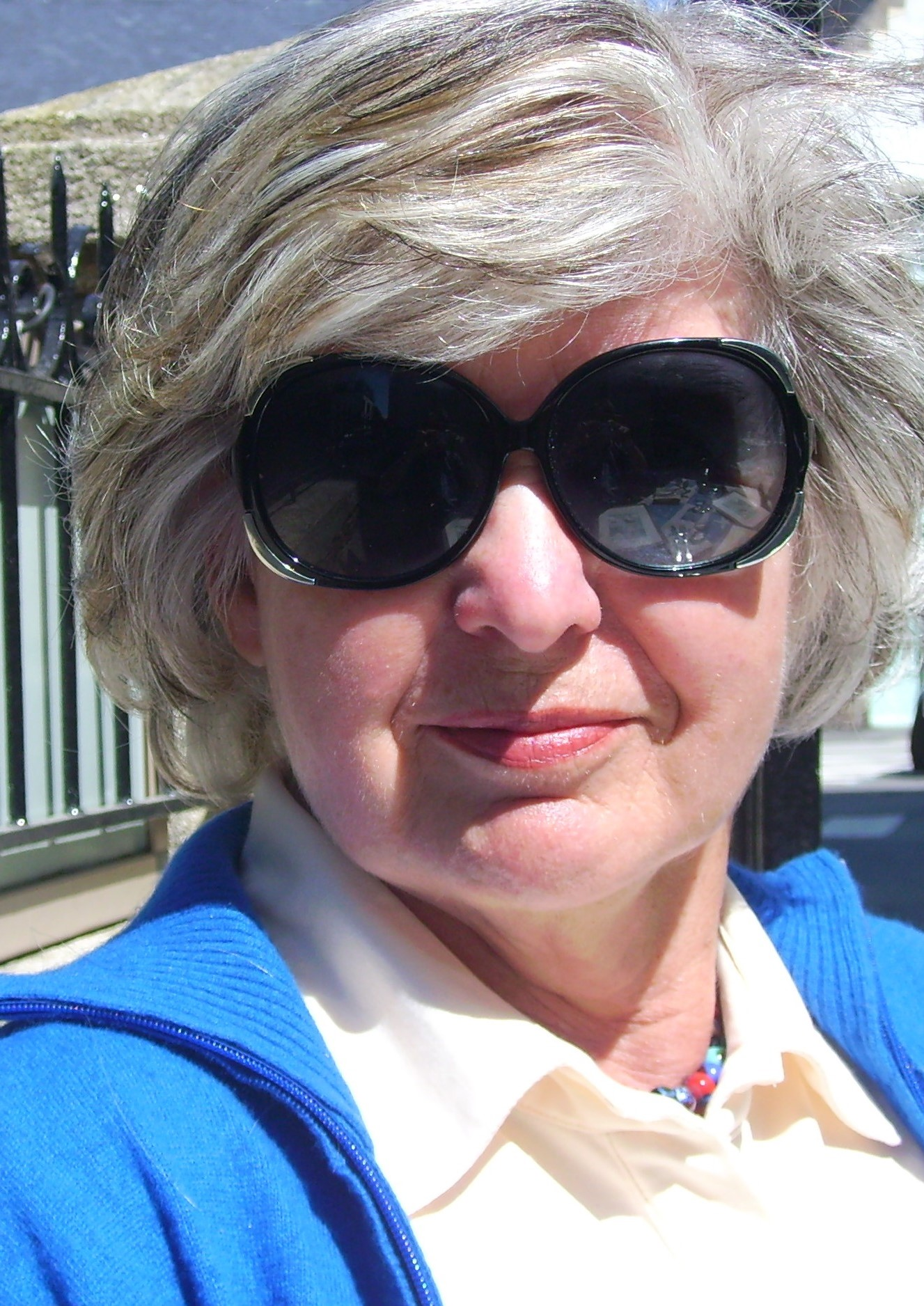
Jacqueline Crevoisier (2009)

Jacqueline Crevoisier (* 17. Mai 1942 in Zürich; † 28. Juli 2016 in Abcoude) war eine Schweizer Schriftstellerin und Übersetzerin.

## Leben
Crevoisier wuchs in Zürich auf. Nachdem sie einige Zeit in einem Sanatorium in Davos unterrichtet hatte, arbeitete sie für das Schweizer Radio und später das Schweizer Fernsehen. Nach ihrer Heirat mit Rien van der Schee zog Crevoisier in das niederländische Abcoude, wo sie als freischaffende Schriftstellerin lebte. Sie schrieb Gedichte, Prosa, Radiotexte und Hörspiele. Ihr Werk Die bonbonrosa fluoreszierende Einkaufstasche oder Frau Marlies Hennipmann probt den Aufstand wurde im Juli 2008 Hörspiel des Monats. Mit ihrem Gedicht Abendgebet der Spaßgesellschaft gewann sie 2012 den Ersten Preis des Zürcher Lyrikpreises. 2016 erhielt sie den Entdeckerpreis im Rahmen des Europäischen Übersetzerpreises für ihre Übersetzung der „Ollie B. Bommel“-Geschichten von Marten Toonder ins Deutsche.
Neben mehreren Gedichtbänden und Prosatexten veröffentlichte Crevoisier 2008 den Roman Zur letzten Durchreiche – Irrlichtereien am Ende der Welt. Sie gab Lesungen in deutschen Bibliotheken, an Universitäten. Bei Tagungen im Kulturaustausch Niederlande – Deutschland und war autorisierte Übersetzerin des niederländischen Autors Marten Toonder. Sie war Mitglied der Schweizer Schriftstellerverbandes Autoren der Schweiz, der Urheberrechtsgesellschaft ProLitteris und des PEN-Zentrums Deutschschweiz.

## Hörspiele
Autorin:
- 1978: Ein Schwan ist auch nur ein Mensch – Regie: Nicht angegeben (SR DRS)
- 1983: Schreckmümpfeli: Ein dummer Vorfall – Regie: Rainer zur Linde (Original-Hörspiel – SR DRS)
- 1983: Schreckmümpfeli: Soll und Haben – Regie: Rainer zur Linde (Originalhörspiel – SR DRs)
- 1984: oder wei, oder wei, oder Weihnachtszeit. Weihnachtszeit – Regie: Nicht angegeben (SR DRS)
- 1986: Postskriptum – Regie: Nicht angegeben (Sendeanstalt: Nicht angegeben)
- 1986: Blutleer erhaben – Regie: Nicht angegeben (Sendeanstalt: Nicht angegeben)
- 1987: Die bonbonrosa fluoreszierende Einkaufstasche oder Frau Marlies Hennipmann probt den Aufstand. Ein uraltes Drama zeitjung beobachtet – Regie: Ursula Weck (Hörspiel – SR)
  - Auszeichnung: Hörspiel des Monats Juli 1987
- 1999: Ungreifbar – Regie: Isabel Schaerer (Originalhörspiel – SR DRS)
- 2013: Schreckmümpfeli: Endlich Ruhe – Regie: Nicht angegeben (Originalhörspiel – SRF)
- 2014: Schreckmümpfeli: Allegro Morderato – Regie: Isabel Schaerer (Originalhörspiel – SRF)

Übersetzung:
- 1988: Carel Donck: Auf den Geranien liegt Schnee. – Regie: Marlies Cordia (Hörspiel – SR/WDR)